# والنتین مقدم
والنتین مقدم (به انگلیسی: Valentine Moghadam) (متولد ۱۹۵۲ میلادی در تهران) جامعه‌شناس و نویسندهٔ ایرانی‌تبار است. او به سال ۱۹۸۶، دکترای خود را در رشته جامعه‌شناسی از دانشگاه امریکن دریافت داشت و برای مدتی به عنوان استاد جامعه‌شناسی و مدیر بخش مطالعات زنان، در دانشگاه ایالتی ایلینوی تدریس می‌کرد. سپس از سال ۲۰۰۴ تا ۲۰۰۶ میلادی مدیریت قسمت توسعه و برابری جنسیتی بخش علوم اجتماعی و انسانی یونسکو در پاریس را بر عهده گرفت. مقدم از سال ۲۰۰۷ به بعد به عنوان استاد جامعه‌شناسی و مدیر بخش مطالعات زنان در دانشگاه پردیو، به فعالیت پرداخته‌است.
حیطه مطالعات او شامل: جامعه‌شناسی جنسیتی؛ توسعه تطبیقی؛ تغییرات اجتماعی؛ جامعه‌شناسی و اقتصاد سیاسی در خاورمیانه، شمال آفریقا و افغانستان؛ و زنان و اقتصاد در گذار می‌شود. همچنین در زمینه تغییرات اجتماعی و جنسیتی مرتبط با فرایند جهانی شدن کتاب و مقاله منتشر کرده‌است. نخستین کتاب او «مدرنیزه‌شدن زنان: جنسیت و تغییرات اجتماعی در خاورمیانه» (۱۹۹۳)، کتاب آکادمیک برتر سال ۹۴–۱۹۹۳ شد و کتاب سوم او «جهانی‌سازی زنان: شبکه‌های فمینیستی فرا ملیتی» (۲۰۰۵)، جایزه «ویکتوریا شوک» انجمن علوم سیاسی آمریکا را در سال ۲۰۰۶، به عنوان برترین کتاب دربارهٔ زنان و سیاست، کسب کرد. مقدم همچنین ویراستار و مشارکت‌کننده در تألیف هفت کتاب دیگر است. او به‌طور نظام‌مند جنبش چپ در ایران را مورد مطالعه قرار داده و دربارهٔ آن مقاله‌های متعددی به رشته تحریر درآورده‌است.
والنتین مقدم یکی از بنیانگذاران و همچنین رئیس پیشین «سازمان مطالعات زنان خاورمیانه» و از سردبیران «مجله مطالعات زنان خاورمیانه» است.

## کتابها
- Globalizing Women: Transnational Feminist Networks. Baltimore: Johns Hopkins University Press, 2005.
- Gendering Economic Reform: Women and Structural Change in the Middle East and North Africa. Boulder, CO: Lynne Rienner Publishers, 1997 (November).
- Modernizing Women: Gender and Social Change in the Middle East. Boulder, CO: Lynne Rienner Publishers, 1993. (A Choice Outstanding Academic Book for 1993-1994.) Also published by The American University of Cairo Press (1994). Third printing, 1996.
- Patriarchy and Economic Development: Women's Positions at the End of the Twentieth Century. Editor and Contributor. Oxford: Clarendon Press/OUP, 1996.
- Democratic Reform and the Position of Women in Transitional Economies. Editor and Contributor. Oxford: Clarendon Press/OUP, 1993.
- Identity Politics and Women: Cultural Reassertions and Feminisms in International Perspective. Editor and Contributor. Boulder, CO: Westview Press, 1994.
- Gender and National Identity: Women and Politics in Muslim Societies. Editor and Contributor. London: Zed Books, 1994.
- Gender and Development in the Arab World: Women's Economic Participation, Patterns and Policies (co-editor with Nabil Khoury, and Contributor). London: Zed Books, 1995.
- Transitions and Gender in Socialist Societies: Market Reforms, Women, and Work (Editor and Contributor, under review).